# Ъгдър (вилает)
Ъгдър (на турски: Iğdır, произношение на турски: Ъъдъ̀р) е вилает без излаз на море в Източна Турция. Граничи с вилаетите Карс и Агръ и държавите Армения, Азербайджан и Иран. Административен център на вилаета е едноименния град Ъгдър. Вилает Ъгдър е с население от 209 738 души към 2023 г. и обща площ от 3588 km². Разделен е на 4 околии. Валия е Ерджан Туран.

## География
Вилает Ъгдър е разположен в географския регион Източен Анадол, който обхваща още 13 вилаета.

### Граници
Граничи с вилаета Агръ на юг. На северозапад има обща граница с Карс, като по-голямата част от нея следва река Аракс.
Сухопътната му граница с Армения на север, която следва река Аракс,  е затворена от 1993 г. насам, като единственото изключение е през 2023 г., когато пет камиона с хуманитарна помощ от Армения преминават границата през граничния пункт Алиджан след земетресението в Турция и Сирия.
На изток има обща граница с Нахичеванската автономна република, част от Азербайджан, която също преминава изцяло по река Аракс. Граничи и с Иран на юг.
Това го прави единственият вилает в Турция, който граничи с три държави.

### Земеделие
Немалка част от Араратската равнина попада в Ъгдър, което го прави най-топлият вилает в региона Източен Анадол. Благодарение на този по-мек климат, там се отглеждат ябълки, домати, краставици, праскови, круши, захарно цвекло, диня, пъпеши,  кайсии, царевица и памук, като с особена известност се отличават именно кайсиите и памукът.

### Екология
Ъгдър е сред вилаетите с най-замърсен въздух в Турция. През 2018 година той се класира на второ място по замърсяване на въздуха в страната, а през 2021 г. административният център на вилаета – град Ъгдър – е обявен за най-замърсения град в Европа и 49-ти в света.

## Административно деление
Вилает Ъгдър е разделен на 4 околии (на турски: ilçeler, ед. ч. – ilçe):
- Аралък;
- Каракоюнлу;
- Тузлуджа;
- Ъгдър (Iğdır Merkez, merkez ilçe – централна околия).

Централната околия включва четири общини: Мелекли, Халфели, Хошхабер и Ъгдър. В границите ѝ влизат 41 села. Околия Аралък има една община – едноименния град, както и 22 села. Каракоюнлу и Тузлуджа също имат по една община – съответно с центрове в Каракоюнлу и Тузлуджа – и, подобно на Аралък, включват и съседни села, съответно 19 и 81 на брой.
По този начин във вилаета се образуват 4 околии и 7 общини с общо 7 града и 163 села.

## Население

### Численост на населението
Численост на населението на вилаета и на четирите околии в него според преброяванията през годините и приблизителните оценки:
| Година   | Вилает Ъгдър | Околия Аралък | Околия Каракоюнлу | Околия Тузлуджа | Околия Ъгдър |
| -------- | ------------ | ------------- | ----------------- | --------------- | ------------ |
| 2000     | 168 634      | —             | —                 | —               | —            |
| 2009 (о) | 183 486      | 21 674        | 13 990            | 25 042          | 122 780      |
| 2011     | 187 842      | —             | —                 | —               | —            |
| 2013 (о) | 190 424      | 21 881        | 14 016            | 24 393          | 130 134      |
| 2017 (о) | 194 775      | 21 461        | 13 953            | 23 206          | 136 155      |
| 2022 (о) | 203 594      | 20 113        | 13 565            | 22 699          | 147 197      |
| 2023 (о) | 209 738      | 19 495        | 13 116            | 23 584          | 153 543      |

### Полова структура
Населението се състои от 109 710 мъже и 100 028 жени.
|  |  |  |

Разпределение на населението по пол към 2023 година

### Възрастово–полово разпределение
Пирамидата показва разпределението на населението по възрастови групи и пол към 2023 г. (по приблизителна оценка).